# Deborah Shelton
Deborah Shelton, née le 21 novembre 1948 à Washington, est une actrice américaine.

## Biographie
Elle est née à Washington, et a grandi à Norfolk en Virginie.
Déborah est diplômée au Lycée de Norview et à l'Université Old Dominion dans la session des Beaux-arts.
Elle a été élue Miss USA en 1970.
Avant de remporter son premier concours de beauté, Shelton était inscrite dans des études médicales. Après le collège, elle a déménagé à New York City où elle a étudié l'art dramatique, a posé comme mannequin, et elle est apparue sur des publicités télévisées.
En mars 1974, elle pose sur la couverture de Playboy.
En 1984, Déborah joue plus tard dans le film Body Double et fait des apparitions fréquentes sur les séries télévisées telles que Fantasy Island, The A-Team, TJ Hooker, The Fall Guy, Vive, La Croisière S'amuse, Riptide et Get a Life.
L'un de ses principaux rôles à la télévision est celui de Mandy Winger, l'une des maîtresses de J.R. Ewing dans Dallas ; elle apparait dans la série entre 1984 et 1987.
En 2008, elle est choisie pour jouer le rôle d'une riche femme au foyer dans la série télévisée américaine Nip/Tuck, aux côtés de deux anciennes vedettes de la série dérivée de Dallas, Côte Ouest :  Donna Mills et Joan Van Ark. 
En 2013, elle reprend le rôle de Mandy Winger dans la nouvelle série Dallas.

## Filmographie

### Cinéma

#### Courts métrages
- 1998 : Lone Greasers (Court-métrage) : Charity
- 2013 : Blood Moon (Court-métrage) : Mme McKay

#### Longs métrages
- 1976 : Kravges ston anemo (as Debbie Shelton)
- 1977 : Koritsia me vromika heria (as Debbie Shelton)
- 1977 : Anomalo fortio : La femme du capitaine (sous le nom de Debbie Shelton)
- 1982 : Blood Tide : Madeline Grice
- 1984 : Body Double de Brian De Palma : Gloria Revelle
- 1987 : Hunk de Lawrence Bassoff : O'Brien
- 1988 : Zärtliche Chaoten II : Sandy Wagner
- 1988 : L'Homme enragé (Perfect Victims) : Liz Winters
- 1988 : Un choix (The Choice) de Robert Paget
- 1992 : Visions troubles (Blind Vision) : Leanne Dunaway
- 1992 : Nemesis d'Albert Pyun : Julian
- 1993 : Sins of the Night : Roxanne Flowers
- 1993 : Desire de Rodney McDonald : Grace Lantel
- 1994 : Plughead Rewired: Circuitry Man II : Kyle
- 1994 : Silk Degrees : Alex Ramsey
- 1999 : Blood Type : Mme Dow
- 2002 : Shakedown (vidéo) de Brian Katkin : Agent Neal
- 2004 : Quiet Kill : Sheila Mason
- 2006 : The Strange Case of Dr. Jekyll and Mr. Hyde de John Carl Buechler : Donna Carew
- 2009 : Surprise, Surprise : Junie Hannah

### Télévision

#### Téléfilms
- 1979 : Mysterious Island of Beautiful Women : Bambi
- 1980 : Superstunt II
- 1995 : Der schwarze Fluch – Tödliche Leidenschaften : Inka Marlowe
- 2000 : Sacrifice (en) : Margaret Sackett

#### Séries télévisées
- 1979 : Madame Columbo (Mrs. Columbo) (saison 2, épisode 08 : Le Mystère des photos-chantage (Love on Instant Replay) : Ina Dellinger
- 1979 : B.J. and the Bear (saison 2, épisode 06 : Run for the Money) : Agent FBI Ginger Adams
- 1979 : The Misadventures of Sheriff Lobo : Agent FBI Ginger Adams
  - (saison 1, épisode 05 : Run for the Money: Part 2)
  - (saison 1, épisode 06 : Run for the Money: Part 3)
- 1980 : The Yeagers (saison 1, épisode 01 : Only the Strong Survive) : Joanna Yeager
- 1982 : Hooker (saison 1, épisode 01 : Les Protecteurs) : Lacy Canfield (sous le nom de Debbie Shelton)
- 1982 : Frank, chasseur de fauves (Bring 'Em Back Alive) (saison 1, épisode 08 : Wilmer et le lion de Serengeti)
- 1982 : L'Île fantastique (Fantasy Island) : Sally
  - (saison 5, épisode 11 : Mannequins animés)
  - (saison 5, épisode 20 : Ne m'oubliez-pas)
- 1983 : L'Homme qui tombe à pic (The Fall Guy) (saison 2, épisode 14 : Croisière dangereuse) : Sally Before Surgery
- 1983 : The Rousters (saison 1, épisode 03 : Finders Keepers)
- 1983 : Cheers (saison 1, épisode 21 : L'épreuve de force, Partie 1) : Debbie
- 1983 : Agence tous risques (The A-Team) (saison 2, épisode 03 : Otages à l'orphelinat) : Gayle
- 1983 : La croisière s'amuse (The Love Boat) (saison 7, épisode 06 : Aventures à la demande) : Leslie
- 1983 - 1984 : The Yellow Rose (en) (9 épisodes) : Juliette Hollister
- 1984 : Riptide (saison 1, épisode 04 : Un sale boulot) : Carol Davis
- 1984 : Legmen (saison 1, épisode 07 : How the Other Half Dies) : Susan Kingston
- 1984 - 1987 : Dallas (63 épisodes) : Mandy Winger
- 1991 : Get a Life (saison 1, épisode 16 : Married) : Nicolette Preston
- 1995 : The Clinic : Erica Nettle
- 1996 - 1997 : Surfers détectives : Grace Warner
  - (saison 3, épisode 01 : Starting Over)
  - (saison 3, épisode 03 : The Booster Club)
  - (saison 3, épisode 13 : The Old Flame)
  - (saison 3, épisode 14 : Open House)
- 1997 : Pacific Blue (saison 3, épisode 13 : Rêves prémonitoires) : Julia McNamara
- 1999 : Les Californiens (Malibu, CA) (saison 1, épisode 20 : The Older Woman) : Dr Bloom
- 1999 : Safe Harbor (saison 1, épisode 06 : Life Insurance)
- 1999 - 2000 : La Fille de l'équipe (en) (Hang Time) : Sheila
  - (saison 5, épisode 05 : Too Good to Be True)
  - (saison 5, épisode 06 : Shall We Dance?)
  - (saison 6, épisode 06 : At the Movies)
- 2000 : Chicken Soup for the Soul (saison 1, épisode 17 : Thinking of You/Mama's Soup Pot/The Letter) : mère de David
- 2000 : Pensacola (Pensacola: Wings of Gold) (saison 3, épisode 17 : Pensacola Shootout) : Sam Hollings
- 2008 : Nip/Tuck (saison 5, épisode 12 : Michel-Ange des temps modernes) : Marla Middleton
- 2011 : Witchy Ways : Zita
- 2013 : Dallas (saison 2, épisode 08 : Inoubliable J.R) : Mandy Winger